# Albert Kurbadt
Albert Kurbadt (* 15. März 1903; † im 20. oder 21. Jahrhundert) war ein deutscher Künstler.

## Leben
Albert Kurbadt wurde in der Gründerzeit des Deutschen Kaiserreichs im Jahr 1903 geboren.
Zur Zeit des Nationalsozialismus war Kurbadt im Zeitraum von etwa 1933 bis 1945 Mitglied in der Reichskammer der bildenden Künste.
In der Nachkriegszeit beteiligte sich Albert Kurbadt von April bis Mai 1958 an der Großen Berliner Kunstausstellung, die in den damaligen Ausstellungshallen am Berliner Funkturm gezeigt wurde.

## Archivalien
Archivalien von und über Albert Kurbadt finden sich im Landesarchivs Berlin, wo seine Personenakte als Mitglied der Reichskammer der bildenden Künste aufbewahrt wird (Signatur A Rep. 243-04 Reichskammer der bildenden Künste – Landesleitung Berlin, Nummer 4968 (alte Archiv-Signatur: BDC Nr. 2400018832), Film Nr. 92, 221, Indexnummer 268).